# NGC 3352
NGC 3352 је лентикуларна галаксија у сазвежђу Лав која се налази на NGC листи објеката дубоког неба.
Деклинација објекта је + 22° 22' 17" а ректасцензија 10h 44m 14,8s. Привидна величина (магнитуда) објекта NGC 3352 износи 12,6 а фотографска магнитуда 13,6. NGC 3352 је још познат и под ознакама UGC 5851, MCG 4-25-48, CGCG 124-61, PGC 32025.